# Gibberula simonae
Gibberula simonae is een slakkensoort uit de familie van de Cystiscidae. De wetenschappelijke naam van de soort is voor het eerst geldig gepubliceerd in 2003 door Smriglio in Giannuzzi-Savelli, Pusateri, Palmeri & Ebreo.